# Condado de Grand Forks
O Condado de Grand Forks (em inglês:  Grand Forks County) é um dos 53 condados do estado americano da Dakota do Norte. A sede e maior cidade do condado é Grand Forks. Foi fundado em 1873.
O condado possui uma área de 3 728 km², dos quais 3 720 km² estão cobertos por terra e 8 km² por água, uma população de 66 861 habitantes, e uma densidade populacional de 18 hab/km² (segundo o censo nacional de 2010). É o terceiro condado mais populoso da Dakota do Norte.